# Francis Noel Duffy

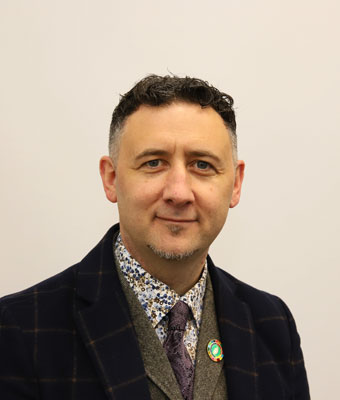
Francis Noel Duffy (2020)

Francis Noel Duffy (irisch Proinsias Nollaig Ó Dufaigh; * 21. April 1971 in Kingston-upon-Thames, Vereinigtes Königreich von Großbritannien und Nordirland) ist ein irischer Politiker der Green Party (GP). Von 2020 bis 2024 war er Abgeordneter (Teachta Dála) im Dáil Éireann, dem irischen Unterhaus.

## Leben
Francis Noel Duffy wuchs in Kingston upon Thames im Greater London auf. Nachdem die Eltern nach Carrickmacross zurückgezogen waren, studierte Duffy zunächst an der London South Bank University und später am Dublin Institute of Technology Architektur. Dort hält er noch immer Vorlesungen.
Bei den Wahlen 2011 trat er im Wahlkreis Dublin South-West an, wurde jedoch nicht gewählt. Mehr Erfolg hatte er 2014, als er einen Sitz im South Dublin County Council erringen konnte. Auch bei einer Nachwahl 2014 in seinem Wahlkreis und bei den Wahlen 2016 gelang es ihm nicht, in den Dáil Éireann einzuziehen. Erst 2020 wurde er für die Green Party im Wahlkreis Dublin South-West zum Mitglied des Dáil gewählt. 2024 verlor er seinen Sitz jedoch wieder.
Nach seiner Zeit als Politiker betätigte Duffy sich als freiberuflicher Planer, noch 2024 entwarf er mit Mark J. Lynch den Masterplan zur Renovierung von Rathfarnham Castle.

## Privates
Francis Noel Duffy ist seit 2002 mit Catherine Martin verheiratet, mit der er drei gemeinsame Kinder hat. 